# Alway
Alway är en stadsdel och community i staden Newport i Wales, Storbritannien.